# Caldoche
I Caldoches (singolare Caldoche) sono un gruppo etnico residente nella colletività francese d'oltremare della Nuova Caledonia, di cui costituiscono il 29,2% della popolazione totale.

## Storia
Sono discendenti principalmente dai coloni francesi che si trasferirono sull'isola nei primi anni della colonizzazione ed in parte dai detenuti liberati che una volta scontata la pena sceglievano di rimanere sull'isola (analogamente a molti dipartimenti d'oltremare,  la Francia istituì una colonia penale anche in Nuova Caledonia).